# Selección masculina de rugby 7 de Tonga
La selección masculina de rugby 7 de Tonga es el equipo representativo de ese país que compite en diversos torneos internacionales y mundiales.

## Uniforme
El uniforme principal consta de una camiseta roja con detalles blancos, short blanco y medias rojas similar a la que presenta la selección de quince. La indumentaria secundaria mayoritariamente es blanca.

## Palmarés
- Challenger Series (1): 2023
  - Seven de Stellenbosch: 2023-I

- Oceania Rugby Sevens Challenge (1): 2022

## Participación en copas
| - Edimburgo 1993: 7º puesto - Hong Kong 1997: 9º puesto - Mar del Plata 2001: no clasificó - Hong Kong 2005: 9º puesto - Dubái 2009: 11º puesto - Moscú 2013: 13º puesto - San Francisco 2018: 22º puesto - Ciudad del Cabo 2022: 20º puesto - Serie Mundial 99-00: 11º puesto (12 pts) - Serie Mundial 00-01: 19º puesto (0 pts) - Serie Mundial 01-02: 16º puesto (0 pts) - Serie Mundial 02-03: 11º puesto (10 pts) - Serie Mundial 03-04: 11º puesto (8 pts) - Serie Mundial 04-05: no participó - Serie Mundial 05-06: no participó - Serie Mundial 06-07: 12º puesto (10 pts) - Serie Mundial 07-08: 11º puesto (20 pts) - Serie Mundial 08-09: 14º puesto (4 pts) - Serie Mundial 09-10: no participó - Serie Mundial 10-11: no participó - Serie Mundial 11-12: 16º puesto (17 pts) - Serie Mundial 12-13: 17º puesto (3 pts) - Serie Mundial 13-14: 17º puesto (2 pts) - Serie Mundial 14-15: no participó - Serie Mundial 15-16: no participó - Serie Mundial 16-17: no participó - Serie Mundial 17-18: no participó - Serie Mundial 18-19: 18º puesto (5 pts) - Serie Mundial 22-23: 16º puesto (12 pts) - Challenger Series 2020: 6° puesto - Challenger Series 2022: 7° puesto - Challenger Series 2023: 1° puesto | - Kuala Lumpur 1998: 11º puesto - Mánchester 2002: 10º puesto - Melbourne 2006: 10º puesto - Delhi 2010: 11º puesto - Glasgow 2014: no clasificó - Gold Coast 2018: no clasificó - Birmingham 2022: 11º puesto - Santa Rita 1999: no participó - Suva 2003: 4º puesto - Apia 2007: no participó - Numea 2011: no participó - Puerto Moresby 2015: 3º puesto - Apia 2019: 3º puesto - Honiara 2023: 3º puesto - Oceania Sevens 2008: 2º puesto - Oceania Sevens 2009: 2º puesto - Oceania Sevens 2010: 3º puesto - Oceania Sevens 2011: 3º puesto - Oceania Sevens 2012: 3º puesto - Oceania Sevens 2013: no participó - Oceania Sevens 2014: 6º puesto - Oceania Sevens 2015: 2º puesto - Oceania Sevens 2016: 5º puesto - Oceania Sevens 2017: 7º puesto - Oceania Sevens 2018: 5º puesto - Río 2016: no clasificó - Tokio 2020: no clasificó |